# ジルドーネ
ジルドーネ（イタリア語: Gildone）は、イタリア共和国モリーゼ州カンポバッソ県にある、人口約800人の基礎自治体（コムーネ）。

## 地理

### 位置・広がり

#### 隣接コムーネ
隣接するコムーネは以下の通り。
- カンポディピエトラ
- チェルチェマッジョーレ
- フェッラッツァーノ
- イェルシ
- ミラベッロ・サンニーティコ